# Senecioneae
Senecioneae és una tribu de la subfamília de les asteròidies (Asteroideae). Inclou els gèneres següents:
- Abrotanella
- Acrisione
- Adenostyles
- Aequatorium
- Aetheolaena
- Antillanthus
- Arnoglossum
- Arrhenechthites
- Austrosynotis
- Barkleyanthus
- Bedfordia
- Bethencourtia
- Blennosperma
- Bolandia
- Brachyglottis
- Cacaliopsis
- Capelio
- Caucasalia
- Charadranaetes
- Chersodoma
- Cineraria
- Cissampelopsis
- Crassocephalum
- Cremanthodium
- Crocidium
- Culcitium
- Curio (gènere)
- Dauresia
- Delairea
- Dendrocacalia
- Dendrophorbium
- Dendrosenecio
- Dolichoglottis
- Dolichorrhiza
- Dorobaea
- Ekmaniopappus
- Elekmania
- Emilia
- Endocellion
- Erechtites
- Eriothrix
- Euryops
- Farfugium
- Faujasia
- Garcibarrigoa
- Graphistylis
- Gymnodiscus
- Gynoxys
- Gynura
- Haastia
- Hasteola
- Herodotia
- Hertia
- Homogyne
- Hubertia
- Iocenes
- Iranecio
- Ischnea
- Jacobaea
- Jessea
- Kleinia
- Lasiocephalus
- Leonis
- Lepidospartum
- Ligularia
- Ligulariopsis
- Lopholaena
- Lordhowea
- Luina
- Lundinia
- Mattfeldia
- Miricacalia
- Misbrookea
- Monticalia
- Nemosenecio
- Nesampelos
- Nordenstamia
- Oldfeltia
- Oresbia
- Othonna
- Packera
- Papuacalia
- Paragynoxys
- Parasenecio
- Pentacalia
- Pericallis
- Petasites
- Phaneroglossa
- Pittocaulon
- Pojarkovia
- Psacalium
- Pseudogynoxys
- Rainiera
- Robinsonecio
- Robinsonia
- Roldana
- Scrobicaria
- Senecio
- Sinacalia
- Sinosenecio
- Solanecio
- Steirodiscus
- Stilpnogyne
- Syneilesis
- Synotis
- Talamancalia
- Telanthophora
- Tephroseris
- Tetradymia
- Traversia
- Tussilago
- Werneria
- Xenophyllum
- Yermo
- Zemisia